# Сендзиці (Вармінсько-Мазурське воєводство)
Сендзиці (пол. Sędzice, нім. Sendzitz, 1939-45: Seden) — село в Польщі, у гміні Біскупець Новомейського повіту Вармінсько-Мазурського воєводства.
Населення — 298 осіб (2011).
У 1975-1998 роках село належало до Торунського воєводства.

## Демографія
Демографічна структура станом на 31 березня 2011 року:
|          | Загалом | Допрацездатний вік | Працездатний вік | Постпрацездатний вік |
| -------- | ------- | ------------------ | ---------------- | -------------------- |
| Чоловіки | 166     | 40                 | 110              | 16                   |
| Жінки    | 132     | 33                 | 76               | 23                   |
| Разом    | 298     | 73                 | 186              | 39                   |